# Гриневка (Полтавская область)
Гриневка (укр. Гринівка) — село,
Бричковский сельский совет,
Полтавский район,
Полтавская область,
Украина.
Код КОАТУУ — 5324080203. Население по данным переписи 2001 года составляло 69 человек.

## Географическое положение
Село Гриневка находится в 4-х км от правого берега реки Ворскла,
примыкает к селу Бричковка.
Рядом проходит автомобильная дорога Н-12.
Решением Полтавского областного совета ликвидирована и присоединена к Бричковке.